# Løgumkloster Sogn
Løgumkloster Sogn er et sogn i Tønder Provsti (Ribe Stift).
Løgumkloster Sogn hørte til Tønder, Højer og Lø Herred i Tønder Amt. Sognet bestod af Løgumkloster Flække, der havde visse købstadlignende rettigheder, og Løgumkloster Landsogn, der var en sognekommune under herredet. Flækken og landsognet blev ved kommunalreformen i 1970 kernen i Løgumkloster Kommune, der ved strukturreformen i 2007 indgik i Tønder Kommune.
I Løgumkloster Sogn ligger Løgumkloster Kirke.
I sognet findes følgende autoriserede stednavne:
- Asset (bebyggelse, ejerlav)
- Draved (bebyggelse)
- Draved Skov (areal)
- Ellum (bebyggelse, ejerlav)
- Ellum Hede (bebyggelse)
- Ellum Mark (bebyggelse)
- Ellum Vestermark (bebyggelse)
- Favrby (landbrugsejendom)
- Frederiksgård Mark (bebyggelse)
- Kalvehave (bebyggelse)
- Kongens Mose (areal)
- Løgumkloster (bebyggelse, ejerlav)
- Ny Asset (bebyggelse)
- Nybo (bebyggelse)
- Nørremark (bebyggelse)
- Starup (bebyggelse)
- Søgård (bebyggelse)
- Tinggård (bebyggelse)
- Vestermark (bebyggelse)
- Østermarken (bebyggelse)

## Afstemningsresultat
Folkeafstemningen ved Genforeningen i 1920 gav i Løgumkloster Sogn følgende resultat:
|                       | Stemmer for Danmark | Stemmer for Tyskland | Tilrejste fra Danmark | Tilrejste fra Tyskland |
| --------------------- | ------------------- | -------------------- | --------------------- | ---------------------- |
| Løgumkloster flække   | 542                 | 516                  | 110                   | 170                    |
| Løgumkloster landsogn | 234                 | 53                   | 32                    | 12                     |
| Hele sognet           | 776                 | 569                  | 142                   | 182                    |